# Sistema bifásico

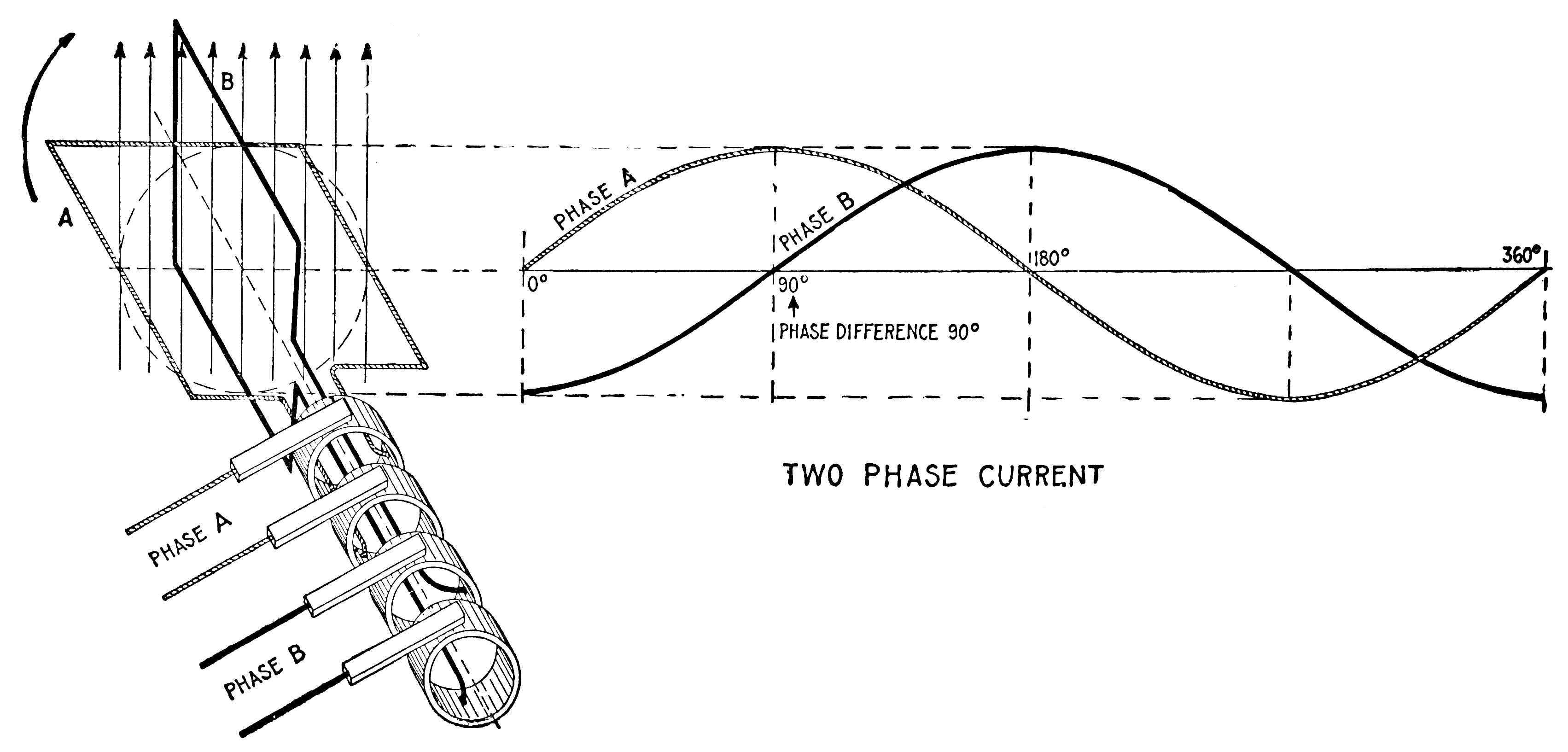
Diagrama simplificado de un alternador bifásico

En ingeniería eléctrica un sistema bifásico es un sistema de producción y distribución de energía eléctrica basado en dos tensiones eléctricas alternas desfasadas en su frecuencia 90°. En un generador bifásico, el sistema está equilibrado y simétrico cuando la suma vectorial de las tensiones es nula (punto neutro).
Por lo tanto, designando con U a la tensión entre fases y con E a la tensión entre fase y neutro, es válida la siguiente fórmula:

{\displaystyle U={\sqrt {2}}\cdot E}

De la misma forma, designando con I a la intensidad de corriente del conductor de fase y con I0 a la del neutro, es válida la relación:

{\displaystyle I_{0}={\sqrt {2}}\cdot I}

En una línea bifásica se necesitan cuatro conductores, dos por cada una de las fases, dependiendo de la capacidad de corriente de los conductores, o uno por fase, uno para el neutro y uno para la tierra..
Actualmente el sistema bifásico está en desuso por considerarse más peligroso que el actual sistema monofásico a 230 V, además de ser más costoso al necesitar más conductores.